# Polyrhachis constricta
Polyrhachis constricta é uma espécie de formiga do gênero Polyrhachis, pertencente à subfamília Formicinae.